# Горки (Спировский район)
Горки — деревня в Спировском районе Тверской области.

## География
Находится в центральной части Тверской области на расстоянии приблизительно 19 км на юго-запад по прямой от районного центра поселка Спирово.

## История
Деревня была отмечена ещё на карте Менде (состояние местности на 1848 год). В 1859 году здесь (деревня Новоторжского уезда) было учтено 6 дворов. До 2021 года входила в состав Выдропужского сельского поселения Спировского района до его упразднения.

## Население
Численность населения: 51 человек (1859 год), 12 (русские 100 %) в 2002 году, 7 в 2010.